# Otto Lang (Produzent)

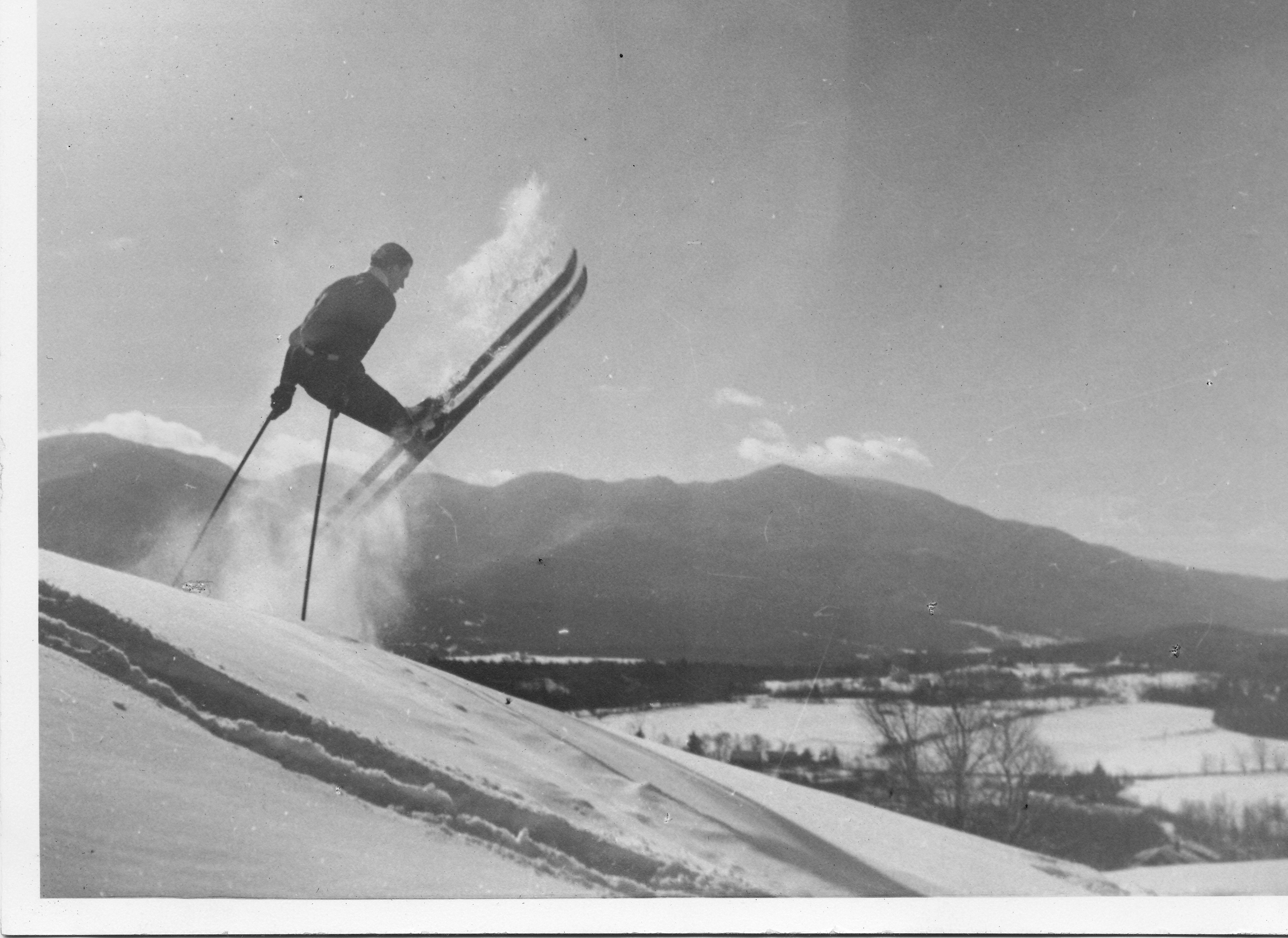
Otto Lang

Otto Lang (* 21. Januar 1908 in Zenica, Österreich-Ungarn (heute Bosnien); † 30. Januar 2006 in Seattle, Washington) war ein aus Österreich stammender US-amerikanischer Skiläufer, Filmproduzent sowie Dokumentarfilm- und Fernsehregisseur.

## Leben
Nach dem Zerfall der Monarchie übersiedelte die Familie nach Salzburg. Lang begann seine Berufslaufbahn als Skilehrer am Semmering, 1935 wanderte er nach Amerika aus. Lang, Gründer von Skischulen auf Mount Rainier, Mount Baker und Mount Hood in den 1930er Jahren, wurde zunächst als Double für Stars bekannt, später war er als Filmregisseur und -produzent erfolgreich.
Zu seinen berühmtesten Filmen gehören Kennwort 777 (1948, Call Northside 777), Der Fall Cicero (1952, 5 Fingers) und Tora! Tora! Tora! (1970). Bei den ersten beiden war er Produzent, beim letzten Koproduzent der Japan-Sequenzen.
Für die Hollywoodkomödie Thin Ice wurde er 1937 als Double für die Ski-Szenen und Supervisor für die Action Shots verpflichtet, im Jahr darauf arbeitete er an der Dokumentation Ski Flight mit. Danach begann er als Regieassistent für die 20th Century Fox zu arbeiten. Der Profi-Skifahrer war bei Darryl F. Zanuck angestellt und bearbeitete 1941 als Technical Director die Ski-Sequenzen des romantischen Musicals Sun Valley Serenade mit Sonja Henie, womit seine Filmkarriere begann.
Daneben drehte er u. a. die Fantasy-Produktion Search for Paradise (1957) und für das Fernsehen u. a. The Man from U.N.C.L.E., mehrere Teile der Serie The Twentieth Century Fox Hour und Beethoven: Ordeal and Triumph. White Witch Doctor (1953), dessen Außenaufnahmen in Afrika entstanden. Als Spezialist für internationale Locations bereiste der vielseitige Austro-Amerikaner im Auftrag der Filmindustrie alle Kontinente. 1994 schrieb er seine Autobiografie A Bird of Passage – From the Alps of Austria to Hollywood, USA, außerdem brachte er unter dem Titel Around the World in 90 Years einen Band mit Fotos seiner Reisen heraus.
2002 drehte der Salzburger ORF-Redakteur Gerald Lehner mit Otto Lang in Seattle noch eine biografische Dokumentation über das Lebenswerk Alles im Leben läuft über das Skifahren. Dieser Fernsehfilm, erstmals ausgestrahlt 2003, lief auch bei internationalen Festivals, zum Beispiel beim Trento Film Festival in Trient und im Kleinwalsertal.

## Filmografie (Auswahl)

### Produktion
- 1948: Kennwort 777 (Call Northside 777)
- 1952: Der Fall Cicero (5 Fingers)
- 1953: Weiße Frau am Kongo (White Witch Doctor)
- 1970: Tora! Tora! Tora!

## Auszeichnungen
- 1949: Edgar für Call Northside 777 (Bester Spielfilm)
- 1953: Edgar für 5 Fingers (Bester Spielfilm)
- 1954: Oscar-Nominierung für Vesuvius Express (Bester Kurzfilm)
- 1955: Oscar-Nominierung für Jet Carrier (Bester Kurzfilm)
- 1955: Oscar-Nominierung für Jet Carrier (Bester Dokumentarfilm)
- 1955: Oscar-Nominierung für The First Piano Quartette (Bester Kurzfilm)